# Elattoneura caesia
Elattoneura caesia är en trollsländeart som först beskrevs av Hagen in Selys 1860.  Elattoneura caesia ingår i släktet Elattoneura och familjen Protoneuridae. IUCN kategoriserar arten globalt som starkt hotad. Inga underarter finns listade i Catalogue of Life.